# فروتوك (غوستيفار)
فروتوك (Вруток) هي مدينة في مقاطعة غوستيفار في جمهورية مقدونيا.